# Robert Cottingham (schermidore)
Robert Thomas Cottingham (Orange, 16 aprile 1966) è un ex schermidore statunitense.

## Biografia
Ha partecipato ai Giochi della XXIV Olimpiade di Seul nel 1988 ed ai Giochi della XXV Olimpiade di Barcellona nel 1992.

## Palmarès
In carriera ha conseguito i seguenti risultati:
- Giochi Panamericani:

Indianapolis 1987: argento nella sciabola a squadre.